# Turopolje-Schwein

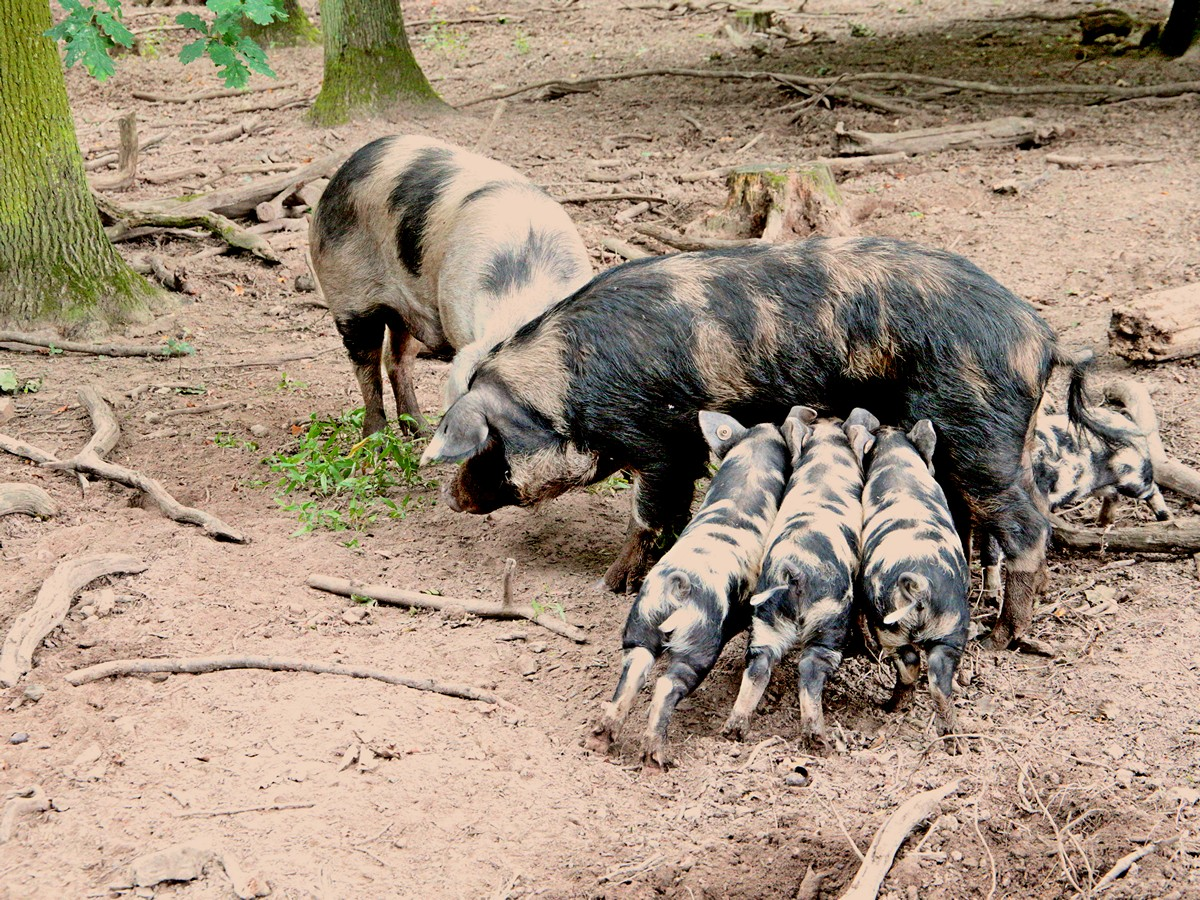
Turopolje-Schweine in Ivenack, Mecklenburg

Das Turopolje-Schwein ist eine mittelgroße Schweinerasse mit langen, halbhängenden Ohren und halblangem Rüssel. Die Beine sind kurz und stark, der Schwanz ist schwach geringelt. Farbvarianten sind weiß bis grau mit schwarzen Flecken. Die Tiere sind sehr robust und gegen Kälte und Schweinekrankheiten resistent. Sie können auch ganzjährig im Freien gehalten werden und eignen sich hervorragend für eine extensive Weidehaltung. Die Schweine sind gute Schwimmer und Taucher; sie suchen auch an überschwemmten Stellen nach Wasserpflanzen oder Muscheln.

## Gewicht
Eber erreichen ein Gewicht von bis zu 250 kg, Sauen von 200 kg.

## Fortpflanzung
Nach einer Tragezeit von nicht ganz vier Monaten werden durchschnittlich sechs Ferkel geboren.
Vorrangiges Zuchtziel ist die Konsolidierung des Phänotyps und der Fruchtbarkeit.

## Geschichte
Turopolje bezeichnete eine kroatische Region zwischen den Städten Zagreb und Sisak. Ursprünglich kamen Turopolje-Schweine in der gesamten oberen Save-Niederung vor und waren die typische Schweinerasse der Region.
Erste Aufzeichnungen über die Schweinerasse findet man im Jahr 1352 in Berichten des ungarischen Königs. In der Weststeiermark ist die Existenz im Jahr 1955 noch belegt. Sie gehören zu den gefährdeten Haustierrassen. Als Folge des Kroatienkriegs 1991 wurde der Bestand reinrassiger Tiere stark dezimiert. 1993 gab es nur mehr 20 bis 30 Tiere, die zum Teil durch den Tiergarten Schönbrunn zur Nachzucht gekauft wurden. 1995 gab es den ersten Zuchterfolg in Österreich.
In Österreich wird das Turopolje-Schwein im Register der Traditionellen Lebensmittel geführt.